# (35086) 1990 TW8
1990 TW8 (asteroide 35086) é um asteroide da cintura principal. Possui uma excentricidade de 0.18951430 e uma inclinação de 5.89580º.
Este asteroide foi descoberto no dia 14 de outubro de 1990 por Antonín Mrkos em Kleť.